# ニッキー・ライアン
ニッキー・ライアン（英語: Nicholas Dominick Ryan、1946年7月14日 - ）は、アイルランドの音楽プロデューサー、レコーディングエンジニア、マネージャー。妻であり作詞家のローマ・ライアンと共に、エンヤの楽曲のレコーディングやミキシング、プロモーション活動を長年支えている。アイルランドの首都、ダブリンで生まれ育ち、1970年代から1980年代でのキャリアにおいては、ゲイリー・ムーアやプランクスティ、クリスティ・ムーア、そしてクラナドといった複数の有名アーティストらと共に活動した。

## 青年期
ニッキー・ライアンは、1946年、アイルランド、ダブリンで生まれた。ニッキーは若い頃、グレン・ミラーの「イン・ザ・ムード」を歌唱コンテストで披露して優勝した。優勝の景品は、人気バンド、ビートルズとイギリスで直接に会うことを許されるというものだったが、イギリスに渡航するのに必要な旅費が足りなかったため、彼は受賞を断念したという。